# 알버트 M. 챈

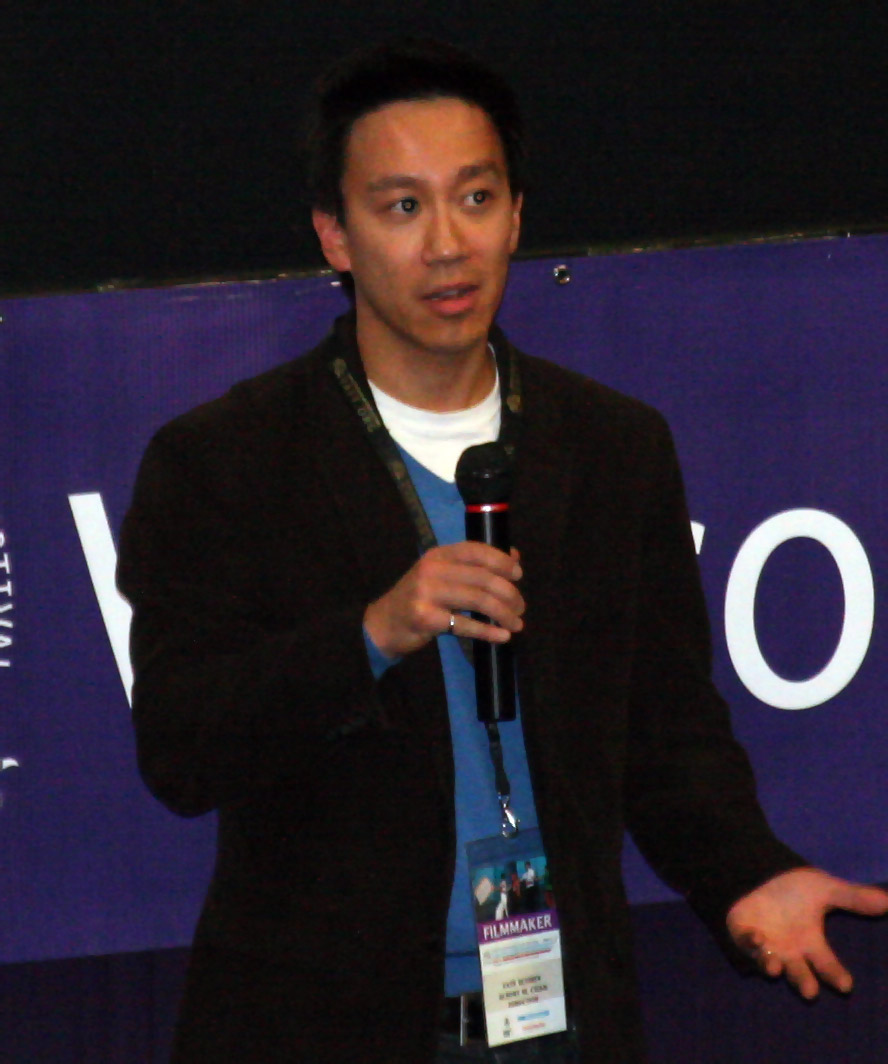

알버트 M. 챈(Albert M. Chan, 1975년 10월 1일 ~ )은 캐나다의 배우, 영화 감독, 텔레비전 배우이다.
토론토에서 태어났다.

## 영화
- 커미트먼트 (2012년)
- 페이트 스코어스 (2009년)